# Championnats de France d'haltérophilie 1983
Navigation
1982 1984
Les championnats de France d'haltérophilie 1983 ont lieu au Palais des sports Saint-Sauveur de Lille du 11 au 15 mai 1983. 

## Résultats
Les résultats sont les suivants :
| Catégorie | Vainqueur        | Résultat                          |
| --------- | ---------------- | --------------------------------- |
| -52 kg    | Charles Larget   | Total : 200 kg (90 + 110)         |
| -56 kg    | Jérôme Escleyne  | Total : 217,5 kg (95 + 122,5)     |
| -60 kg    | Bruno Lebrun     | Total : 250 kg (107,5 + 142,5)    |
| -67,5 kg  | Didier Roquet    | Total : 275kg (120 + 155)         |
| -75 kg    | Nicolas Lasorsa  | Total : 307,5kg (137,5 + 170)     |
| -82,5 kg  | Pascal Senet     | Total : 335 kg RF (147,5 + 187,5) |
| -90 kg    | Henri Lagarrigue | Total : 325 kg (145 + 180)        |
| -100 kg   | Jean-Marie Kretz | Total : 330 kg (147,5 + 182,5)    |
| -110 kg   | Jacques Oliger   | Total : 340 kg (150 + 190)        |
| +110 kg   | Guy Koller       | Total : 340 kg (140 + 200)        |